# Бургу
Бу́ргу (порт. Burgo; МФА: [ˈbuɾ.gu]) — колишня парафія в Португалії, в муніципалітеті Арока. Перебувала у складі округу Авейру.  Входила до регіону Північ. За старим адміністративним поділом, що був чинним до 1976 року, територія парафії належала провінції Берегове Дору.  Ліквідована 28 січня 2013 року. Увійшла до складу парафії Арока і Бургу. Площа парафії — 5,38 км², населення — 1993 ос. (2011), густота населення — 370,45 осіб/км²
. Патрон — Спаситель. Поштовий індекс — 4540. Код  — 010404.

## Географія

Арока (2013)
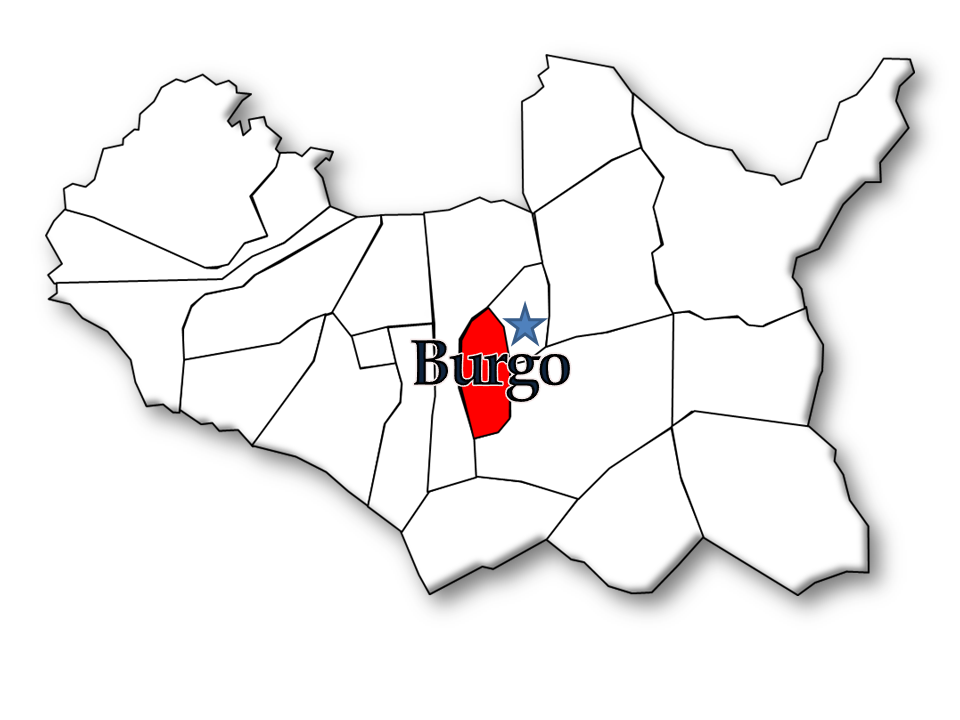
Бургу

## Населення
| Кількість мешканців | Кількість мешканців | Кількість мешканців | Кількість мешканців | Кількість мешканців | Кількість мешканців | Кількість мешканців | Кількість мешканців | Кількість мешканців | Кількість мешканців | Кількість мешканців | Кількість мешканців | Кількість мешканців | Кількість мешканців | Кількість мешканців |
| ------------------- | ------------------- | ------------------- | ------------------- | ------------------- | ------------------- | ------------------- | ------------------- | ------------------- | ------------------- | ------------------- | ------------------- | ------------------- | ------------------- | ------------------- |
| 1864                | 1878                | 1890                | 1900                | 1911                | 1920                | 1930                | 1940                | 1950                | 1960                | 1970                | 1981                | 1991                | 2001                | 2011                |
| 961                 | 1.045               | 1.004               | 1.189               | 1.532               | 1.687               | 1.660               | 1.673               | 1.855               | 1.786               | 1.659               | 1.931               | 2.019               | 2.067               | 1.993               |